# Il cantastorie di Venezia
Il cantastorie di Venezia è un film muto italiano del 1929 diretto da Atto Retti-Marsani.